# 111-й отдельный зенитный артиллерийский дивизион
111-й отдельный зенитный артиллерийский дивизион — воинская часть вооружённых сил СССР в Великой Отечественной войне. Во время ВОВ существовало четыре формирования части с одним и тем же номером.

## 111-й отдельный зенитный артиллерийский дивизион 24-го стрелкового корпуса
Дивизион являлся корпусным дивизионом 24-го стрелкового корпуса 1-го формирования. Сформирован в августе-сентябре 1940 года на базе частей Латвийской армии (зенитный артиллерийский полк в Риге), сохранил её униформу с нашитыми советскими знаками различия. К началу войны был вооружён 18 76-мм зенитными орудиями образца 1931 года на двухколёсных повозках с тягачами «Хеншель» и средними трёхосными грузовиками «Крупп».
В составе действующей армии с 22 июня 1941 года по 25 октября 1941 года.
На 22 июня 1941 года дислоцировался в Риге, силами дивизиона во время первого налёта на город было сбито (по данным дивизиона) три вражеских бомбардировщика. 25 июня 1941 года был отправлен из Риги в Даугавпилс двумя эшелонами. Один из эшелонов прибыл в уже оккупированный Даугавпилс, попал под обстрел, частично смог спастись. Второй эшелон, следовавший через Резекне и Зилупе благополучно прибыл в Великие Луки и в течение трёх недель прикрывал Новосокольники в составе 7-й отдельной бригады ПВО.
Сложно сказать точно о дальнейшей судьбе дивизиона. По данным о подчинении с сентября 1941 года дивизион находился во фронтовом подчинении Северо-Западного фронта, на 1 октября 1941 года находился в армейском подчинении 27-й армии, то есть находился в районе озёрной гряды Селигер.
По официальным данным Перечня № 31 25 октября 1941 года обращён на формирование 68-й отдельной зенитной батареи.

## 111-й отдельный зенитный артиллерийский дивизион Западного фронта, 1-й ударной армии, Северо-Западного фронта
В составе действующей армии с 22 июня 1941 года по 21 января 1942 года и с 2 февраля 1942 года по 29 мая 1942 года.
Есть достаточно достоверные данные о том, что после прикрытия Новосокольников, дивизион прикрывал Торопец, а затем, к октябрю 1941 года прикрывал Вязьму и приводится даже факт, что дивизион вышел из окружения из Вязьмы на глазах у противника, в чём ему способствовали форма латвийской армии и грузовики немецкого производства: «Хеншель» и «Крупп». Позднее дивизион прикрывал станции Кубинка, Голицыно, город Яхрому и 26 декабря 1941 года был влит в 1-й отдельный Латышский запасной артиллерийский полк.
Вероятно, что речь идёт об одной из частей 111-го зенитного дивизиона 24-го стрелкового корпуса, и вышеприведённые данные об обороне Торопца и Вязьмы относятся как раз к той части дивизиона, что прибыла в Великие Луки. Это предположение подтверждается тем, что в справочнике Боевого состава советской армии за период с 22 июня 1941 года до августа 1941 года присутствует только один дивизион с номером 111, в составе 24-го стрелкового корпуса. По состоянию на 1 августа 1941 года в составе имеются уже два дивизиона: один в составе 11-й армии Северо-Западного фронта, второй в составе 22-й армии Западного фронта, как раз действующей в районе Великих Лук. Дивизион находился в её составе по меньшей мере до конца сентября 1941 года, после чего на 1 октября 1941 года был во фронтовом подчинении Западного фронта, в феврале 1942 года передан в 1-ю ударную армию.
По официальным данным 29 мая 1942 года переименован в 478-й отдельный зенитный артиллерийский дивизион

## 111-й отдельный зенитный артиллерийский дивизион Брянского фронта
В составе действующей армии с 28 января 1942 года по 8 июня 1942 года.
Всё время существования находился в непосредственном подчинении командования Брянского фронта, соответственно действовал на болховско-орловском направлении.
8 июня 1942 года обращён на формирование 1281-го армейского зенитного артиллерийского полка

## 111-й отдельный зенитный артиллерийский дивизион 111-й танковой дивизии
Формировался с 26 июня 1941 года из 68-го отдельного зенитного артиллерийского дивизиона в составе 111-й танковой дивизии.
Во время Великой Отечественной войны находился в Забайкалье (76-й разъезд Молотовской железной дороги).
В составе действующей армии с 9 августа 1945 года по 3 сентября 1945 года, однако в боевых действиях против Японии участия не принимал, находясь в резерве в районе Энгершанда, по окончании войны переформирован в 26-й зенитный артиллерийский полк.
Командир — капитан Фёдор Сергеевич Чивелев.